# Le Vieux-Bourg

Le Vieux-Bourg este o comună în departamentul  Côtes-d'Armor, Franța. În 1 ianuarie 2022 avea o populație de 760 de locuitori.